# مدرسه شیشه
مدرسه شیشه مربوط به دوره صفوی است و در اصفهان، خیابان حکیم، کوچه باغ قلندرها واقع شده و این اثر در تاریخ ۱۷ خرداد ۱۳۷۹ با شمارهٔ ثبت ۲۶۹۶ به‌عنوان یکی از آثار ملی ایران به ثبت رسیده‌است.